# Gangsta Boo
Лола Шантрелл Митчелл (англ. Lola Chantrelle Mitchell) (7 августа 1979, Мемфис, Теннесси — 1 января 2023, Мемфис, Теннесси), более известная под сценическим псевдонимом Гангста Бу (англ. Gangsta Boo) — американская рэп-исполнительница. Получила известность как участница хип-хоп-группы Three 6 Mafia, к которой присоединилась в возрасте 14 лет. Выпустив шесть альбомов, она покинула группу и её звукозаписывающий лейбл после выхода своего второго сольного альбома Both Worlds *69 (2001). Впоследствии она выпустила ещё несколько сольных альбомов. Сотрудничала с такими артистами, как Эминем, Run the Jewels, La Chat, Latto, GloRilla, Outkast, Фокси Браун, Тинаше, Лил Джон и Yelawolf.

## Ранние годы
Лола Шантрелль Митчелл родилась в районе Уайтхейвен города Мемфис, штат Теннесси, 7 августа 1979 года. Хотя она была из семьи среднего класса, она сказала, что позже они «переехали в гетто» после развода её родителей. Она начала рэповать примерно в возрасте 14 лет.

## Смерть
Митчелл была найдена мертвой на крыльце дома своей матери в Мемфисе, штат Теннесси, 1 января 2023 года, в возрасте 43 лет. 15 июня 2023 года была обнародована причина её смерти как случайная передозировка фентанилом, кокаином и алкоголем, обнаруженными в её организме. Полиция заявила, что не было никаких признаков насилия.

## Дискография

### Сольные альбомы
- Enquiring Minds (1998)
- Both Worlds *69 (2001)
- Enquiring Minds II: The Soap Opera (2003)

### с Three Six Mafia
- Mystic Stylez (1995)
- Chapter. 1 The End (1996)
- Chapter 2: World Domination (1997)
- When the Smoke Clears: Sixty 6, Sixty 1 (2000)
- Choices: The Album (2001)

### Компиляционные альбомы
- Underground Vol. 2: Club Memphis (1999)
- Underground Vol. 3: Kings of Memphis (2000)

### с Tear Da Club Up Thugs
- CrazyNDaLazDayz  (1999)

### с Da Mafia 6ix
- 6ix Commandments (2013)

### с DJ Paul
- Volume 16: 4 Da Summer Of ’94 (1994)

### с DJ Paul & Lord Infamous
- Come with Me 2 Hell Part 2 (1995)

### с DJ Paul & Juicy J
- Volume 3: Spring Mix (1995)

### с Prophet Posse
- Body Parts (1998)

### с Hypnotize Camp Posse
- Hypnotize Camp Posse (2000)

### с La Chat
- Witch (Gangsta Boo and La Chat EP) (2014)

### Микстейпы
- Still Gangsta (с DJ Smallz) (2006)
- Memphis Queen Is Back (Still Gangsta Slowed & Throwed) (2007)
- The Rumors (с DJ Drama) (2009)
- Miss.Com (с DJ Fletch) (2010)
- 4 Da Hood (с DJ Fletch) (2011)
- Foreva Gangsta (с Trap-A-Holics) (2011)
- It’s Game Involved (2013)
- Underground Cassette Tape Music (с Beatking) (2014)
- Candy, Diamonds & Pill’s (2015)
- Underground Cassette Tape Music 2 (с Beatking) (2018)

## Примечание
1. 1 2 3 4  https://generations.fr/news/coulisse/71366/gangsta-boo-decede-a-l-age-de-43-ans
2. ↑  Gangsta Boo's works in ASCAP ACE database. Ascap.com. Дата обращения: 8 января 2023. Архивировано 6 ноября 2020 года.
3. ↑  Arthur, Shay. 'The Queen of Memphis': Friends of Gangsta Boo remember the late rapper. WREG-TV (2 января 2023). Дата обращения: 3 января 2023.
4. ↑  Twenty years in the rap game with three 6 mafia's gangsta boo. I-d.vice.com. Дата обращения: 30 апреля 2024. Архивировано 30 ноября 2021 года.
5. ↑  Nast, Condé. Gangsta Boo’s Cause of Death Revealed (амер. англ.). Pitchfork (15 июня 2023). Дата обращения: 30 апреля 2024. Архивировано 23 января 2024 года.
6. ↑  Gangsta Boo’s mother speaks after Memphis rapper’s death (англ.). FOX13 Memphis (3 января 2023). Дата обращения: 30 апреля 2024. Архивировано 16 марта 2024 года.